# Eudyptes chrysolophus

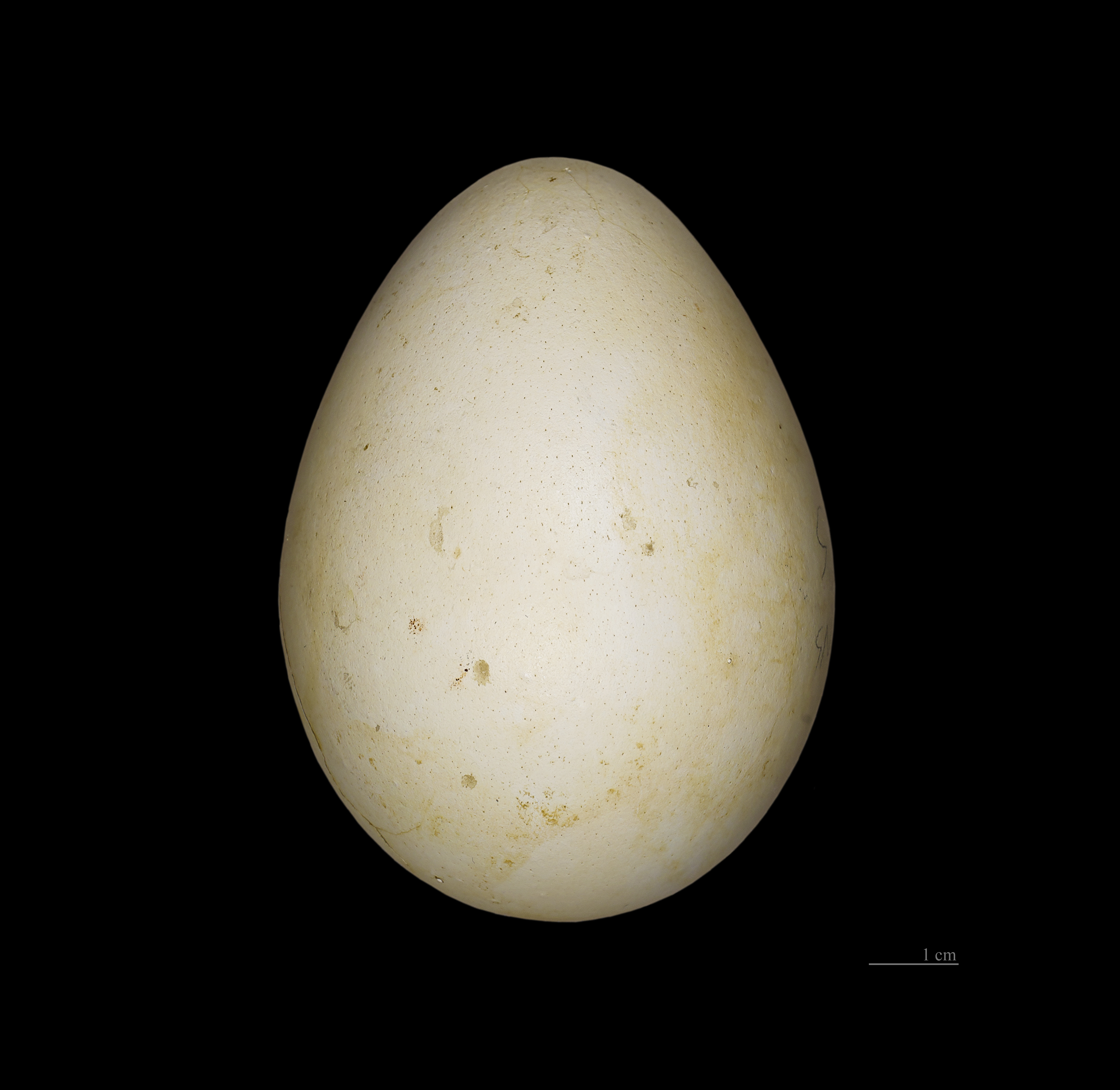
Huevo de Eudyptes chrysolophus

El pingüino macaroni (Eudyptes chrysolophus) es una especie de pingüino cercanamente relacionado con el pingüino real, de los que se diferencia por el color de su cara: la del macaroni es negra y la del real es blanca, aunque algunos lo consideran una subespecie del pingüino macaroni.
Este pingüino blanco y negro tiene unas plumas color amarillo en la parte alta de su cabeza que lo asemejan al pingüino penacho amarillo, pero el penacho del macaroni es más anaranjado y se junta en la frente. Generalmente pone dos huevos, desechando el primero. Su peso promedio bordea los 5 kg y su estatura alcanza los 50-70 cm. Come calamares, krill y otros crustáceos. El huevo demora 34 días en eclosionar.

## Distribución
Es la especie de pingüinos con mayor número de individuos, con una población estimada sobre los nueve millones de parejas empollando. Cría en al menos 216 colonias de 50 lugares, incluyendo el sur de Argentina y Chile, las Islas Malvinas, Islas Georgias del Sur y Sandwich del Sur, las Islas Orcadas del Sur y las Islas Shetland del Sur, Isla Bouvet, Islas del Príncipe Eduardo de Sudáfrica, las Islas Crozet, Islas Kerguelen, Islas Heard y McDonald, y algunas veces en la Península Antártica.

## Estado
A pesar de su gran población, el pingüino macaroni ha sido clasificado como Vulnerable por la BirdLife International, debido a que su población se ha reducido en un 30 % en las últimas tres generaciones. La principal amenaza, así como para la mayoría de las especies de los mares del sur, es el impacto potencial de la pesca industrial y la contaminación por petróleo.

## Nombre
El nombre macaroni se debe a una antigua moda existente entre los jóvenes británicos del siglo XVIII que viajaban a Italia y volvían muchas veces con mechas del pelo teñidas, muy parecidas a las que tiene este pingüino.